# 기미하라촌
기미하라촌(君原村)은 이바라키현 시다군·이나시키군에 일찍이 존재했던 촌이다.

## 지리
- 현재의 아미정에 해당한다.
- 촌은 가스미가우라 남쪽 해안에 위치하고 있다.
- 촌은 고원과 평지가 뒤섞인 골짜기가 많은 지형이다.

## 역사
- 1889년 4월 1일 - 정촌제 시행에 의해 시다군 가미하라촌이 성립하였다.
- 1896년 4월 1일 - 가와치군과 합병해 이나사키군이 성립하여, 가미하라촌은 이나사키군에 이관되었다.
- 1955년 4월 1일 - 아미정, 기하라촌과 합병해 새로운 아미정이 성립하여, 기미하라촌은 소멸하였다.

## 인구
| 1891년 | 2,027 |
| 1920년 | 2,842 |
| 1935년 | 2,874 |
| 1950년 | 3,322 |

## 참고문헌
- 角川日本地名大辞典編纂委員会『角川日本地名大辞典 8 茨城県』、角川書店、1983年 ISBN 4-04-001080-9